# 扎什科維奇
50°40′0″N 24°29′29″E / 50.66667°N 24.49139°E
扎什科維奇（烏克蘭語：Жашковичі），是烏克蘭的村落，位於該國西部沃倫州，由沃洛德米爾區負責管轄，始建於1570年，面積12.1平方公里，海拔高度225米，2001年人口580，人口密度每平方公里47.93人。